# Глушица (Староруднянский сельсовет)
Глушица (бел. Глушыца) — посёлок в Староруднянском сельсовете Жлобинского района Гомельской области Республики Беларусь.
На западе граничит с лесом.

## География

### Расположение
В 18 км на юго-восток от Жлобина, 12 км от железнодорожной станции Салтановка (на линии Жлобин — Гомель), 80 км от Гомеля.

## Гидрография
На реке Окра (приток реки Днепр).

## Транспортная сеть
Транспортные связи по просёлочной, а затем автомобильной дороге Бобруйск — Гомель. Деревянные крестьянские усадьбы вдоль просёлочной дороги.

## История
Основан в XIX веке переселенцами из соседних деревень. В ревизских материалах 1859 года упоминается как собственность помещика. В 1931 году жители вступили в колхоз. Во время Великой Отечественной войны в августе 1941 года оккупанты сожгли 17 дворов. 12 жителей погибли на фронте. Согласно переписи 1959 года в составе колхоза имени С. М. Кирова (центр — деревня Старая Рудня).

## Население

### Численность
- 2004 год — 2 хозяйства, 4 жителя.

### Динамика
- 1925 год — 12 дворов.
- 1940 год — 20 дворов, 85 жителей.
- 1959 год — 83 жителя (согласно переписи).
- 2004 год — 2 хозяйства, 4 жителя.